# 中華民國振鐸學會
中華民國振鐸學會，是由一群中华台灣的中小學教師發起籌組的社團組織，1989年6月11日成立，宗旨為教育改革與教師進修，致力於教育改良理論與實務。

## 簡介
1984年，國立臺灣師範大學部分校友和在校生籌組教育社運團體；1985年6月定名「振鐸學會」，自辦進修活動。1989年6月11日，振鐸學會向中華民國內政部登記成立「中華民國振鐸學會」。
中華民國振鐸學會鼓吹教育改革和教育自由化。

## 社運與教改
在1990年代台灣民間教改運動的教改團體之一，和「教師人權促進會」、「人本教育基金會」及「主婦聯盟」等是以社會運動為策略，向國家機關（包括立法與行政機關）抗議，並組織、舉辦座談會（如「民間團體教育會議」、「立委教育政見座談會」）、與街頭運動（如410教改大遊行）等活動，進而運用選舉政治來與立法委員合作等方式並監督法案審查過程。

## 歷史
1987年4月任懷鳴、任懷聲、丁志仁起草「振鐸學會章程草案」,其宗旨為「集合關心敎育的有心朋友,研究並改良敎育內容及方法,向敎育界同仁推廣介紹」；而後振鐸學會草創五人小組的動機為「對敎育環境惡質的不滿,對當時師範敎育的無望」以及「大學生的理想性格」，為一群年輕教師組成。其成之的宗旨並非「改革」而是「改良」,例子包括參與民間版「家長會章程草案」、審査敎師法與師資培育法、及和其他民間團體串連的集體行動。

## 外部連結
- 振鐸學會官網維基介紹 （页面存档备份，存于）
- 中華民國振鐸學會 （页面存档备份，存于）